# Foro Sindical Andaluz
Foro Sindical Andaluz (FSA) és un sindicat andalús. Ha mantingut sempre la seva independència, tot i estar integrat en el Sindicat d'Obrers del Camp, i ha participat en totes les seves accions reivindicatives. El 2007 es va integrar en el nou Sindicato Andaluz de Trabajadores (SAT).